# Paskuda z Zalewu Zegrzyńskiego
Ten artykuł dotyczy stworzenia, którego istnienia nie potwierdza współczesna zoologia.
Paskuda z Zalewu Zegrzyńskiego – fikcyjny wodny potwór, żyjący w Zalewie Zegrzyńskim k. Warszawy, którego w latach 70 XX wieku mieli odkryć dziennikarze PR I Polskiego Radia w audycji „Lato z radiem”. Jej twórcą był Wojciech Mazurkiewicz. 
W 1976 roku Edward Hulewicz nagrał piosenkę pt. „Paskuda”, która opowiadała o fikcyjnym stworze żyjącym w Zalewie Zegrzyńskim. Utwór ten stał się hitem Lata z Radiem 1976.
Potwór ten był podobno obserwowany przez kilka lat, publikowane były też jego wyobrażenia i wywiady ze świadkami. Paskuda okazała się wymysłem dziennikarzy, polskim odpowiednikiem Nessie. Z uwagi na brudną wodę w Zalewie, krążyła plotka, że Paskuda odżywia się ściekami. W związku z budową oczyszczalni ścieków jakość wody znacznie się poprawiła i temat Paskudy uległ zapomnieniu. Rzekomi świadkowie opisywali widywanie potwora o różnych godzinach. Mówiono również, że paskuda miałaby mieć od kilku do kilkunastu metrów długości, posiadać dużą głowę oraz szpiczasty ogon.
W 2007 roku gmina Nieporęt oraz pismo satyryczne „Twój Dobry Humor” ogłosiły I Ogólnopolski Konkurs na Rysunek Satyryczny „Zegrzyńska paskuda… 2007”, którego celem ma być satyryczny rysunek dotyczący potwora.
W 2021 r. strażacy z Legionowa oraz okoliczni mieszkańcy rozpoczęli nad jeziorem akcję poszukiwania potwora za pomocą sonaru. Całość miała jednak charakter raczej humorystyczny i integracyjny niż naukowy.